# Медрибник
Медрибник (словен. Medribnik) — поселення в общині Циркулане, Подравський регіон‎, Словенія.